# Anata (Palestyna)
Anata (arab. ‏عناتا‎) – miasto w Autonomii Palestyńskiej (środkowy Zachodni Brzeg, muhafaza Jerozolima). Według danych oficjalnych na rok 2007 liczyła 11 946 mieszkańców.